# رنو فرگیت
رنو فرگیت (Renault Frégate) خودرویی است که در سال‌های ۱۹۵۱ تا ۱۹۶۰در فرانسه و اسرائیل تولید شده‌است. طراحی آن خودروهای موتور جلو-محور عقب بوده طول آن در حالت طبیعی ۴٬۷۰۰ میلیمتر (۱۸۵٫۰ اینچ) و عرض آن در حالت طبیعی ۱٬۷۲۰ میلیمتر (۶۷٫۷ اینچ) است. سیستم جعبه‌دندهٔ آن به دو صورت خودکار و دستی است.